# Naufragio en el río Inambari de 2025
El naufragio en el río Inambari ocurrió el 10 de febrero de 2025 en la provincia de Carabaya, al norte del departamento de Puno. El suceso ocasionó trece muertos, un desaparecido y seis sobrevivientes.

## Antecedentes
El 14 de febrero de 2020 en el mismo río y en el mismo distrito se dio un naufragio que ocasionó veinte fallecidos y seis desaparecidos. El 2 de febrero de 2025 dos mujeres perdieron la vida en el mismo río en el sector del distrito de Alto Inambari en la vecina provincia de Sandia.

## Descripción
El suceso se dio en un viaje de rutina de un peque-peque desde Puerto Manoa en el distrito de San Gabán, hacia Esquilaya en el distrito de Ayapata, ambas localidades en la provincia de Carabaya, al sureste del Perú. 
La embarcación partió desde Manoa a las 7:40 p.m. hora peruana a su destino en Ayapata, por motivos aun no confirmados el peque-peque se volteó en medio río y las fuerzas del agua arrastraron a los pasajeros a lugares desconocidos.
Según los mismos sobrevivientes solo seis personas lograron llegar a algunas de las orillas del río,  en la embarcación viajaban familias enteras y la mayoría de pasajeros eran menores de edad.

## Víctimas
Las labores de rescate de la Marina de Guerra del Perú (MGP) tardaron en desarrollarse por lo inhóspito del sitio, por lo que los primeros recates fueron liderados por locales. Los brigadistas tanto del departamento de Puno como los de Madre de Dios fueron notificados para iniciar búsqueda en las cercanías del cuerpo de agua. Por otro lado los sobrevivientes fueron llevados a la capital de distrito de San Gabán.
La municipalidad de San Gabán entregó 100 galones de combustible y alimentos para el apoyo a los rescatistas locales. Según Diario Correo los nombres de las víctimas fueron identificadas como:

Los cuerpos rescatados hasta el momento son: Hugo Andia Toledo (42), Yosiber Andia Mamani (11), Luz Magaly Andia Mamani (16), Isidro Yucra Mayta (59), Javier Sara Maras (28), Dina Martínez Huallipe (26), Yeison Sara Martínez (04), Liz Mariela Sara Martínez (08), Shamira Sara Martínez (03), Edwin Tito Monroy (42), Hugo Fernández Huisa, Nancy Mamani Lipa y Judith Andia Toledo.

Además también se notificó que la identidad del desaparecido es Rolando Mayhua Ccarita. Las investigaciones mostraron que ninguna de las víctimas portaban salvavidas.